# Kulturzentrum Tollhaus

Logo Kulturzentrum Tollhaus

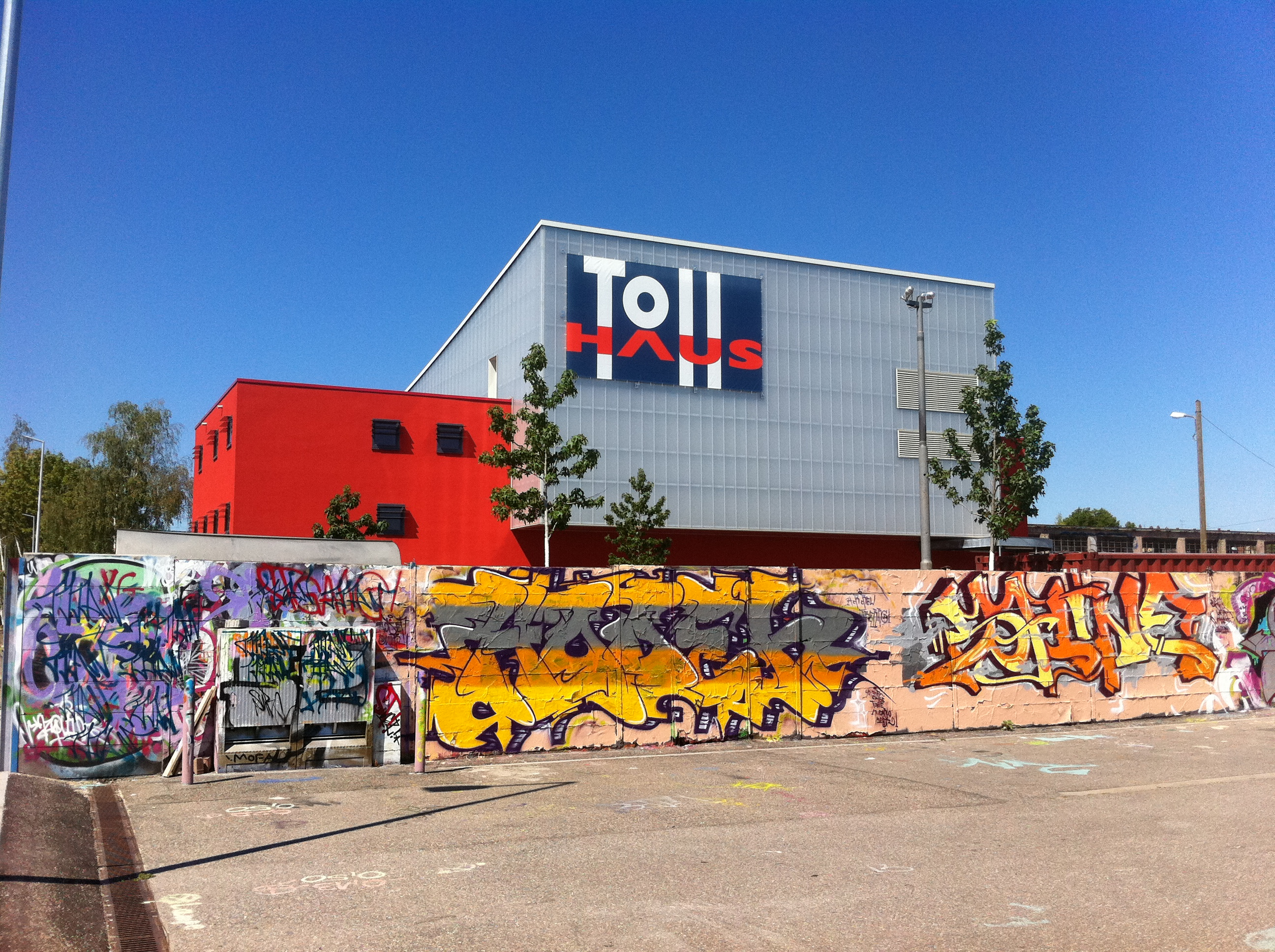
Der im Juni 2010 eröffnete große Saal des Kulturzentrums Tollhaus (Foto: 2011)

Das Kulturzentrum Tollhaus ist ein soziokulturelles Zentrum in Karlsruhe, das ein fast täglich wechselndes Kulturprogramm aus den Bereichen Musik, Tanz, Kabarett, Zirkus, Comedie, Figurentheater etc. anbietet und darüber hinaus die regionale und lokale Soziokultur im Hinblick auf kulturelle Bildung, politische Toleranz und Vielfalt der kulturellen Gruppen fördert. Speziell hierzu wurden in den vergangenen Jahren zahlreiche Veranstaltungen durchgeführt wie das „Platzregen“-Straßentheater zur Belebung eines Karlsruher Platzes, der „Bunte Hund“ zur Förderung lokaler Kulturgruppen, „Schrill im April“ des lesbisch-schwulen Kulturvereins Karlsruhe, Baden-Württembergs Kulturfestival „Fächerwelten“, die „Traumfrau Mutter“ über deren ganz besondere Lage, „Kinderzirkus“ zum Mitmachen oder die Beteiligung an dem „Fest“, einem immer spektakulärer gewordenen karlsruhe-typischen Gratis-Festival für Jugendliche in der Ferienzeit.

## Geschichte
Das Kulturzentrum Tollhaus befindet sich seit 1992 auf dem Gelände des denkmalgeschützten ehemaligen Schlachthofs im Ostauepark als eine von mehreren dort angesiedelten Kultureinrichtungen. Es ist Kernstück einer Gewerbekonversion, die Kultur und kulturaffines Gewerbe umfassen soll. Seit 2010 verfügt es über zwei Säle mit 750 bzw. 450 Sitzplätzen sowie zugehörigen bespielbaren Foyers. Im Jahr werden etwa 250 Veranstaltungen mit insgesamt bis zu 100.000 Besuchern durchgeführt. Das ganze Gebiet des ehemaligen Schlachthofs befindet sich in einer Umbauphase. Das Kulturzentrum Tollhaus wird nach einer inzwischen abgeschlossenen Umstrukturierung im Bestand 2009 mit dem Anbau eines zweiten Saals neue und zusätzliche Veranstaltungsmöglichkeiten anbieten können.
Träger des Kulturzentrums ist der 1982 gegründete Kulturverein Tollhaus e. V., der aus einem Folkclub hervorgegangen ist, inzwischen rund 250 Mitglieder zählt und sich auch bei verschiedenen anderen Projekten beteiligt, darunter bei creole südwest, dem länderübergreifenden Trägerkreis in Rheinland-Pfalz und Baden-Württemberg des regionalen Vorentscheids für den Bundeswettbewerb Creole - Weltmusik aus Deutschland.

## Zeltival
Im Sommer findet mit dem Zeltival ein mehrwöchiges Festival auf dem Tollhausgelände statt. Die Geschichte dieses Festivals reicht zurück bis 1984. Das 14. Zeltival 2008 hatte rund 21.000 Besucher. Von 1986 bis 1999 war der Trägerverein gleichzeitig außerdem auch Mitveranstalter des Karlsruher Kulturfestivals Das Fest.